# Ipiķi
Ipiķi (niem. hist. Ippik) – wieś na Łotwie, w novadsie Valmiera, przy granicy z Estonią. W 2019 roku zamieszkana przez 105 osób. Stanowi centrum administracyjne pagastsu Ipiķi.
W latach 1937 – 2004 w Ipiķi znajdowała się stacja kolejowa, ostatnia na terenie Łotwy, na linii kolejowej łączącej Rygę z Tallinnem. Linia została skrócona w 2004 roku do Skulte. a w 2005 tory na nieczynnym odcinku zostały rozebrane.
Do 2004 roku we wsi funkcjonowało drogowe przejście graniczne Mõisaküla – Ipiķi.

## Urodzeni w miejscowości
- Jānis Dimza (1906) – łotewski lekkoatleta (wieloboista), uczestnik igrzysk olimpijskich i mistrzostw Europy